# Munisport de Pointe-Noire
El Munisport es un equipo de fútbol de Congo-Brazzaville que milita en la Segunda División del Congo, la segunda liga de fútbol más importante del país.

## Historia
Fue fundado en la ciudad de Pointe Noire y es el equipo que representa al municipio de la ciudad, por lo que es un equipo que no es de una empresa privada. Han sido campeones de la Primera División del Congo en 2 ocasiones, ambas de manera consecutiva, así como un título de copa en el año 2004 luego de vencer en la final al Vita Club Mokanda 3-0 en los penales luego de quedar 0-0 durante el periodo reglamentario.
A nivel internacional han participado en 2 torneos continentales, en donde su mejor participación ha sido en la Liga de Campeones de la CAF 1997, en la que fueron eliminados en la primera ronda por el Unisport de Bafang de Camerún.

## Palmarés
- Primera División del Congo: 2

1996, 1997
- Copa de Congo de Fútbol: 1

2004

## Participación en competiciones de la CAF
| Temporada | Torneo                       | Ronda      | Club               | Casa | Visita | Global      |
| --------- | ---------------------------- | ---------- | ------------------ | ---- | ------ | ----------- |
| 1997      | Liga de Campeones de la CAF  | Preliminar | Cafe Bank Sportif  | 4-1  | 1-0    | 5-1         |
| 1997      | Liga de Campeones de la CAF  | 1          | Unisport de Bafang | 2-0  | 0-2    | 2-2 (5-4 p) |
| 2005      | Copa Confederación de la CAF | Preliminar | Sony Elá Nguema    | 1-1  | 0-0    | 1-1 (a)     |